# José María Saro Posada
José María Saro Posada (Llanes, Asturias, 29 de junio de 1904- Madrid, 12 de noviembre de 1980) fue un diplomático español.

## Biografía
J.M. Saro Posada realizó los primeros estudios en el Colegio de La Encarnación en Llanes y en 1924 se licenció en Derecho por la Universidad de Oviedo. Tras los estudios en la Escuela Diplomática, su primer destino fue Estambul (Turquía), en 1930. Posteriormente, hasta 1940, fue cónsul en Lisboa (Portugal), fecha en la que se incorporó a la Escuela Diplomática en Madrid como Profesor de Derecho Consular.  En 1947 se incorporó como cónsul adjunto al Consulado de España en Buenos Aires (Argentina), siendo embajador Manuel Aznar Zubigaray. En 1953 volvió a Portugal, esta vez como Cónsul General en Oporto. Entre 1957 y 1959 volvió al Ministerio de Asuntos Exteriores en Madrid y en 1959 fue nombrado Embajador de España en Monrovia (Liberia). Entre 1962 y 1964 fue Cónsul General en Caracas (Venezuela) y entre 1964 y 1970 Cónsul General en Zürich (Suiza). En 1970 fue nombrado Embajador de España en Dublín (Irlanda), permaneciendo en el puesto dos años. En 1972 se trasladó de nuevo a Lisboa como Cónsul General, donde se jubiló en 1974 tras vivir en esta ciudad la Revolución de los Claveles.
J.M. Saro Posada fue repetidas veces vocal del Tribunal de Oposiciones en la carrera diplomática, así como delegado del interventor general de la Administración del Estado en el Ministerio de Asuntos Exteriores, y vocal de la Comisión Interministerial para la redacción de un proyecto de Ley y Reglamento relativo al servicio militar de españoles en el extranjero, entre otros cargos. 
Su esposa, Julia Apostolides Georgiades (1897-1977), era natural de Atenas (Grecia). Se casaron en 1934 en Lisboa y tuvieron una hija, Felicia.

## Distinciones
- Gran cruz de la Orden del Mérito Civil
- Gran cruz de la Orden de Isabel la Católica (1975)
- Cruz de la Orden de Cristo de Portugal.